# 山田太一 (脚本家)
山田 太一（やまだ たいち、1934年（昭和9年）6月6日 - 2023年（令和5年）11月29日）は、日本の脚本家・小説家。本名：石坂 太一（いしざか たいち）。
松竹で木下惠介の助監督を務めた後、フリーランスとなり、テレビドラマの脚本家に転身。社会的弱者を主題としたり、テレビドラマのタブーに挑戦するなど、数々の話題作を次々と生み出した。代表作は『岸辺のアルバム』（1977年）『ふぞろいの林檎たち』（1983年、1985年、1991年）『男たちの旅路』（1976年 - 82年）『想い出づくり』（1981年）など。非常に多くの賞を受賞。→#受賞歴も参照。また小説『飛ぶ夢をしばらく見ない』『異人たちとの夏』『遠くの声を捜して』の三部作を著し、小説家としての地位も確立し、小説『異人たちとの夏』では1988年（昭和63年）の山本周五郎賞も受賞。映画や舞台も手掛けた。

## 来歴

### 生い立ち・学生時代
東京市浅草区出身。浅草六区で大衆食堂を経営していた愛知県出身の父親と栃木県真岡市出身の母親の子として誕生。小学校3年のとき、強制疎開で神奈川県足柄下郡湯河原町に家族で転居する。疎開中に母親が過労によって亡くなる。
神奈川県立小田原高等学校を卒業し、1958年（昭和33年）に早稲田大学教育学部国語国文学科を卒業。早稲田大学の同窓に劇作家の寺山修司がいた。在学中、寺山とは深い親交を結び、寺山がネフローゼで休学・入院すると山田は頻繁に見舞って話し合った。寺山の母から見舞いを控えるよう叱責された後は手紙をやり取りした。後に寺山脚本の映画『夕陽に赤い俺の顔』『わが恋の旅路』で山田は助監督を務めている。寺山の死去から32年が経過した2015年（平成27年）に、両者が学生時代に交わした書簡や寺山の日記を収めた『寺山修司からの手紙』が、山田の編著により岩波書店より刊行されている。
教師になって休みの間に小説を書きたいと思っていたが、就職難で教師の口がなかった。しかも、東京都の教員採用試験の日付を間違えてしまったと、後年になって本人が告白している。大学の就職課で松竹大船が助監督を募集していると聞かされ、松竹を受験する 。

### 松竹入社から脚本家へ
松竹に入社後、木下惠介に師事。助監督時代には、木下自ら再編集を行ったワイド（リバイバル）版『二十四の瞳』の予告編制作も手がけた。木下には現在も敬愛の念を抱いているという。1960年代前半から、木下恵介の映画をテレビドラマに脚色する仕事を始めた。 1965年（昭和40年）に退社して、フリーランスの脚本家になる。
木下に「連続（ドラマ）を書いてみろ。」と言われ、1968年（昭和43年）に木下恵介アワー枠の『3人家族』を執筆。「プロになろう。絶対当てよう」という意気込みで臨み、実際に高視聴率を上げる。翌1969年（昭和44年）の『パンとあこがれ』に携わり、初めて「テレビは面白い！」と思ったという。

### 1970年代
木下恵介に「書きたいように書いていいよ。」と言われ、1973年（昭和48年）に発表した『それぞれの秋』 で、平凡な家庭が崩壊の危機に直面するさまをシリアスに描き、芸術選奨新人賞受賞。同年には、ヒッピー風の若者（萩原健一）と頑固な老人（西村晃）の確執と交流を描いた『河を渡ったあの夏の日々』（NHK）を発表した。
1976年（昭和51年）、NHKが脚本家の名前を冠した「脚本家シリーズ」を開始、その先発に選ばれる。「脚本家の名前が最初に出るということは後々みんなに影響すると思ってね（中略）緊張してやった仕事」と回想している。“山田太一シリーズ”として発表された『男たちの旅路』は人気を博し、1982年（昭和57年）まで断続的に継続した。なかでも 1979年（昭和54年）に放送された第3部のエピソード、「シルバー・シート」は第32回芸術祭ドラマ部門大賞を受賞した。
「東京新聞」に連載した小説を自身の脚色で1977年（昭和52年）にテレビ化した『岸辺のアルバム』が、高い評価を受ける。「戦後の日本社会が一つの家族にどんな影響を与えてきただろうか、ということをプラスとマイナス両方込めて書いてみよう」 という意欲を持って執筆。中流家庭の崩壊をリアルに描き、それまでの和やかなホームドラマとは対照的な「辛口ホームドラマ」と呼ばれ、放送史に残る名作とされた。

### 1980年代
1980年（昭和55年）に『獅子の時代』を執筆。大河ドラマとしては初めてのオリジナル作品となった。作品は好評を博したものの、「二度と大河はやらない（中略）僕には向いてない」という思いを抱き、以後の大河ドラマには参加していない。
1981年（昭和56年）の『想い出づくり。』は、24歳の女性たちを主軸にした群像ドラマで「今考えると嘘みたいだけれども、主人公が複数いるドラマがほとんどなかったんです（中略）それで、どの人が主人公かわからないような作品を書いてみようという野心があった」という。裏番組が倉本聰脚本『北の国から』で、二大ライターの対決としても話題になったが、自身は「そういう形で競争させられるのは、情けない思い」と述懐している。
1983年（昭和58年）の『早春スケッチブック』は「小市民を非常に否定する存在を出して、その否定に（小市民は）どれくらい立ち向かうことが出来るか」 を描くという挑戦的な意図で臨んだ。視聴率は低迷したが、視聴者からの手紙や電話などで大きな反響を呼んだ。同年にスタートした 『ふぞろいの林檎たち』は、大学生の青春群像をリアルに描き、1997年（平成9年）まで継続する人気シリーズとなる。
1984年（昭和59年）にはラフカディオ・ハーンを主人公にした『日本の面影』により第2回向田邦子賞を受賞。同作品は1993年（平成5年）に自身の脚色で舞台化されて再演を重ね、2001年（平成13年）にはダブリンとロンドンでも上演されている。
新潮社の人から「テレビ化することは一切考えないで、純粋に小説というものを書いてみないか」と言われて『飛ぶ夢をしばらく見ない』（1985年）を執筆。その後『異人たちとの夏』（1987年）、『遠くの声を捜して』（1989年）と執筆し、ファンタジー三部作と言われる。
1986年（昭和61年）の『深夜にようこそ』は、千葉真一のインタビューを観て、侍だけでない一面を持っていると抱き、執筆した作品である。千葉の主戦場であるアクション作品と対照的な同作は、その演技・ストーリーが、名作ぞろいの山田ドラマの中でもトップクラスの傑作と評されている。
1988年（昭和63年）、小説『異人たちとの夏』で山本周五郎賞を受賞。

### 1990年代以降
1990年代から2000年代には「連続ものをやめようという気持になってきた。連続の企画を実現させていくプロセスが、自分とちょっと合わないなという気がして。」 というコメントを出している。
2009年（平成21年）の『ありふれた奇跡』にて12年ぶりに民放の連続ドラマに復帰した。
2017年（平成29年）1月に脳出血を患い、執筆が難しくなっていることを「週刊ポスト」（2017年9月1日号）のインタビューで明らかにした。
《もう脚本家として原稿が書ける状態ではありませんが、後悔はしていません。これが僕の限界なんです》と告白し、「事実上の断筆宣言」と報じられたことに対して、リハビリテーション中の山田は「朝日新聞」の取材に対して「あと１本くらい書く余裕はあるかも分からない」と、断筆宣言を否定している。

### 晩年 - 死去
2019年（平成31年）春頃から、マスコミ関係者と連絡が取れなくなり、「週刊女性」に「山田太一が音信不通に…老人ホームで孤独な生活」と報じられる。記事では川崎市内の老人ホームに入居して20平米ほどの部屋で暮らしているというテレビ局関係者の情報が紹介され「病気になってしまってから、以前のように自由がきかなくなってしまったのがショックだったんじゃないですかね。『脚本家の僕を知っている人たちとは、もう会いたくない。』と近親者に話しているそうです。」という該当テレビ関係者のコメントが載った。
該当の老人ホームを通じ、山田にインタビューを申し込んだが「個人情報のため、こちらにその方が入居しているのかどうかは、お答えすることができません」との返答だったため、裏付けは得られなかったとしている。同じ記事では山田の次女による「今は（老人ホームとは）別の場所にいます。私の家とか、姉の家とかを行ったり来たりです。」、「今は仕事をしたいという感じじゃないんです。他のことをやったりという感じです。」というコメントが紹介されている。
2020年（令和2年）、「ラジオ深夜便」（NHK）に出演し（収録はそれよりも前）「書きたいテーマ」について「本当に自分本位に考えれば、死を待っているわけですから、死ぬということがどういうことかということを、ワッと書けたら素晴らしいと思いますけどね。」とコメントした。
2023年（令和5年）11月29日、老衰のため神奈川県川崎市の施設で死去。89歳没。訃報は12月1日に家族より公表された。

## 作風
若者から老人まで、さまざまな世代の人物を登場させることが多い。その点は「前世代があって、良くも悪くも次世代があるわけで、まったく切り離されて、ある世代が存在してるわけでもないから。」と話している。
『沿線地図』などで笠智衆を脇役に起用していたが「笠智衆さんを主役に仕事をしたいという思い」があったので、『ながらえば』を皮切りに『今朝の秋』など、笠主演のドラマを4本執筆。「他の人も笠さんを獲得したがっている時に、僕が掴まえてしまうんだから（中略）いいものにしなきゃという思いは非常に強かった」 と回想する。
自らが脚本を担当した1972年（昭和47年）のNHK連続テレビ小説『藍より青く』では、山田自身が作詞し、湯浅譲二が作曲、本田路津子が歌唱した『耳をすましてごらん』を製作。『ふぞろいの林檎たち』シリーズでは、1978年（昭和53年）デビューのサザンオールスターズを使用した。
例えば「作り手の顔がちゃんと見える作品」が、良い作品だと考えているという。

## 周辺人物
『男たちの旅路』シリーズや『獅子の時代』『シャツの店』『秋の一族』などで組んだ近藤晋プロデューサーを「名プロデューサー」と称している。
演出家では『冬構え』『シャツの店』『友だち』『今朝の秋』などを撮った深町幸男を「有能な演出家」と記している。『高原へいらっしゃい』『深夜にようこそ』『浅草・花岡写真館』などを演出した高橋一郎を同じく「有能」と評価している。また『ふぞろいの林檎たち』シリーズや『想い出づくり。』『春の惑星』などを撮った井下靖央を、テレビ界で「五本の指に入る才能」と買っており、『ふぞろいの林檎たちIV』ではメインの演出家として井下を指名した。
『岸辺のアルバム』『想い出づくり。』など複数の作品でディレクターの鴨下信一と組んだが、鴨下がメインの演出を務めた『ふぞろいの林檎たちIII』に関しては「一回目の仕上りを放送前にビデオで観た私は、ほとんど絶望感のようなものを抱いた（中略）多くの人が放送を見ないで、私の脚本だけを読んで下さることを願った。」と激昂した発言をしている。
『さくらの唄』ではディレクター・久世光彦と組んだが、久世や樹木希林たちが現場で山田の脚本にないアドリブをするので「抗議をして『アドリブはいっさい止めてくれ。』」と要求した。すると「（久世は）すぐ了解してくれて、それでもいい演出をなさったんで敬服しました。」という。その後は、久世とコンビを組んで作品制作にあたることはなかったが、久世演出の『寺内貫太郎一家』を高く評価している。久世も、山田の小説作品『冬の蜃気楼』を好意的に評しており、両者の関係は良好だったようである。2006年（平成18年）に久世が逝去した際には、追悼のコメントを出した。
自身が師事した木下惠介・小津安二郎・黒澤明らの映画監督を敬愛している。脚本家では倉本聰・向田邦子・田向正健に「ほぼ同世代の同業者として、いろいろな意味で刺激を受けました。」と語る。倉本、向田とは「シナリオライター御三家」とも呼ばれた。
地人会の演出家・木村光一の誘いで、1983年（昭和58年）の『ラヴ』を皮切りに、劇作にも手を染める。2007年の（平成19年）地人会の活動停止まで、13本の舞台を木村演出で発表した。

## 家族
長女はテレビドラマ演出家の宮本理江子。長男（第3子）は撮影監督の石坂拓郎。ほかに次女がいる。

## 作品

### テレビドラマ
- ※は単発ドラマ

| 枠など                      | タイトル                                     | 局             | 年                       | 主な出演者 |
| --------------------------- | -------------------------------------------- | -------------- | ------------------------ | --- |
| ※                           | まごころ                                     | フジテレビ     | 1963年3月19日 脚色       | 下条正巳、荒木道子 |
| 木下恵介劇場                | まだ寒い春                                   | TBS            | 1965年2月                | 久我美子、加藤武、神山繁 |
| ※                           | 破れ太鼓                                     | NHK            | 1965年7月17日            | 尾上松緑、木暮実千代、田村高廣、田村登志麿、田村正和、田村幸照、十朱幸代 |
| 木下恵介劇場                | 記念樹                                       | TBS            | 1966年4月 - 1967年       | 馬渕晴子、高杉早苗 |
| ※                           | おかあさん(2) 第373回 『小寒む』             | TBS            | 1967年1月5日             | 佐藤英夫、高森和子、小林千登勢、雷門ケン坊 |
| 木下恵介アワー              | 女と刀                                       | TBS            | 1967年4月 - 10月         | 中原ひとみ、江原真二郎 |
| ※                           | 泣いてたまるか 第62回 『なぜ、お嫁にゆくの』 | TBS            | 1967年11月19日           | 中村賀津雄、永井智雄、近藤洋介、永田靖 |
| ※                           | 冷たい土地で                                 | NHK            | 1967年11月30日           | 中原ひとみ、児玉清 |
| ※                           | 泣いてたまるか 第65回 『ああ軍歌』           | TBS            | 1967年12月10日           | 渥美清、小山明子、山形勲、西村晃、太宰久雄、賀原夏子、大塚国夫 |
| 木下恵介アワー              | おやじ太鼓                                   | TBS            | 1968年1月 - 10月         | 進藤英太郎、風見章子、園井啓介、津坂匡章、あおい輝彦 |
| 日8                         | 抜かれてたまるか                             | TBS            | 1968年4月 - 10月         | 三益愛子、川口英樹、戸島和美 |
| 木下恵介アワー              | 3人家族                                      | TBS            | 1968年10月 - 1969年      | 竹脇無我、栗原小巻、あおい輝彦、沢田雅美、菅井きん、三島雅夫、賀原夏子 |
| ポーラテレビ小説            | パンとあこがれ                               | TBS            | 1969年3月 - 9月          | 宇津宮雅代、大出俊、東野孝彦、津島恵子、寺尾聡、市原悦子、加藤武 |
| 木下恵介アワー              | 兄弟                                         | TBS            | 1969年10月 - 1970年      | 津坂匡章、あおい輝彦、秋山ゆり、沢田雅美、北村和夫、津島恵子、菅原謙次 |
| 木下恵介・ 人間の歌シリーズ | 俄=浪華遊侠伝                                | TBS            | 1970年7月 - 10月         | |
| ※                           | 黄色いサンダル                               | CBC            | 1970年8月23日            | |
| 木下恵介アワー              | 二人の世界                                   | TBS            | 1970年12月 - 1971年      | 竹脇無我、栗原小巻、長浜藤夫、吉川雅恵、菅貫太郎、山内明、あおい輝彦、小坂一也 |
| 木下恵介アワー              | たんとんとん                                 | TBS            | 1971年6月 - 11月         | ミヤコ蝶々、森田健作、杉浦直樹、近藤正臣、花沢徳衛、榊原るみ、松岡きっこ、河原崎長一郎 |
| 月9                         | でっかい母ちゃん                             | フジテレビ     | 1972年1月                | |
| 木9                         | 知らない同志                                 | TBS            | 1972年2月 - 6月          | 田宮二郎、栗原小巻、杉浦直樹、山本陽子、石立鉄男、賀原夏子、前田吟 |
| ※                           | 春風吹けば                                   | RKB            | 1972年3月5日             | |
| 連続テレビ小説              | 藍より青く                                   | NHK            | 1972年4月 - 1973年       | 真木洋子、大和田伸也、高松英郎、今出川西紀、佐野浅夫、赤木春恵 |
| ※                           | 同棲時代                                     | TBS            | 1973年2月18日            | 梶芽衣子、沢田研二、萩原健一、仲谷昇 |
| 木下恵介・ 人間の歌シリーズ | それぞれの秋                                 | TBS            | 1973年9月 - 12月         | 小林桂樹、小倉一郎、久我美子、林隆三、高沢順子、桃井かおり、高岡健二、火野正平、春川ますみ、宮内順子 |
| ※                           | 河を渡ったあの夏の日々                       | NHK            | 1973年10月6日            | 西村晃、萩原健一、鈴木ヒロミツ、小鹿みき |
| ※                           | 春日原まで一枚                               | RKB            | 1974年2月17日            | |
| 銀河テレビ小説              | 風の御主前                                   | NHK            | 1974年3月                | 高橋幸治、真木洋子、加藤嘉 |
| ※                           | 浅き春の里                                   | CBC            | 1974年3月17日            | |
| ※                           | 縁結び                                       | TBS            | 1974年6月2日             | |
| 金8                         | ヨイショ                                     | TBS            | 1974年6月 - 11月         | 渥美清、松原智恵子 |
| 木10                        | 花の森台地                                   | よみうりテレビ | 1974年7月 - 9月          | 三田佳子、中野誠也 |
| ※                           | 真夜中のあいさつ                             | TBS            | 1974年8月11日            | せんだみつお、あべ静江、杉浦直樹、岩崎加根子、森塚敏、白石冬美、伊藤高 |
| ※                           | 風前の灯                                     | TBS            | 1974年8月25日            | 樫山文枝、福田豊土 |
| アニメ                      | カリメロ                                     | テレビ朝日     | 1974年                   | |
| ※                           | また二人になる日                             | RKB            | 1974年12月15日           | 木村功、南田洋子 |
| 銀河テレビ小説              | 江分利満氏の優雅な生活                       | NHK            | 1975年3月                | 杉浦直樹、樫山文枝 |
| ※                           | 秘密                                         | HBC            | 1975年3月30日            | 中村玉緒、三浦友和 |
| 木下恵介・ 人間の歌シリーズ | もうひとつの春                               | TBS            | 1975年4月 - 5月          | 小林桂樹、小倉一郎 |
| ※                           | 終りの一日                                   | HBC            | 1975年9月7日             | 北林谷栄、小倉一郎、坂口良子 |
| ※                           | なつかしき海の歌                             | TBS            | 1975年9月21日            | 加山雄三、香山美子、浅田美代子、吉田拓郎、加藤武、岡田英次 |
| 木下恵介・ 人間の歌シリーズ | 旅への誘い                                   | TBS            | 1975年10月 - 1976年      | 近藤正臣、香山美子 |
| ※金8                        | 結婚前夜シリーズ 第1回『婚前旅行』           | TBS            | 1976年1月9日             | 栗原小巻、北大路欣也 |
| 土曜ドラマ                  | 男たちの旅路                                 | NHK            | 1976年2月 - 1982年       | 鶴田浩二、水谷豊、桃井かおり、柴俊夫、森田健作、五十嵐淳子、前田吟、中条静夫、池部良、岸本加世子、清水健太郎 |
| ※                           | おばあちゃんの結婚                           | RKB            | 1976年2月29日            | 北林谷栄、長山藍子 |
| 木9                         | 高原へいらっしゃい                           | TBS            | 1976年3月 - 7月          | 田宮二郎、前田吟、由美かおる、池波志乃、益田喜頓、三田佳子、岡田英次、常田富士男、杉浦直樹 |
| 水曜劇場                    | さくらの唄                                   | TBS            | 1976年5月 - 11月         | 若山富三郎、樹木希林、加藤治子、田村正和、美輪明宏、由利徹、桃井かおり、たこ八郎 |
| 銀河テレビ小説              | 夏の故郷                                     | NHK            | 1976年8月                | 竹下景子、佐野浅夫、下条アトム、中北千枝子、夏八木勲、峰竜太 |
| 金曜ドラマ                  | 岸辺のアルバム                               | TBS            | 1977年6月 - 9月          | 八千草薫、杉浦直樹、中田喜子、国広富之、竹脇無我、津川雅彦、新井康弘、沢田雅美、風吹ジュン、村野武憲 |
| 銀河テレビ小説              | 夏草の輝き                                   | NHK            | 1977年8月                | 林隆三、長山藍子、佐野浅夫、伊丹十三、牟田悌三 |
| 木9                         | 今はバラ色が好き                             | よみうりテレビ | 1977年10月 - 1978年      | 近藤正臣、松坂慶子、中田喜子、加藤武、菅原謙次、白川由美、桜井センリ、火野正平 |
| ポーラ名作劇場              | 緑の夢を見ませんか?                          | テレビ朝日     | 1978年6月 - 9月          | 三田佳子、北林谷栄、森下愛子、倍賞美津子、細川俊之、津川雅彦、河原崎長一郎、名古屋章 |
| 銀河テレビ小説              | 幸福駅周辺                                   | NHK            | 1978年7月 - 8月          | 佐野浅夫、木村理恵、渡辺篤史、根岸明美、赤塚真人 |
| 銀河テレビ小説              | 上野駅周辺                                   | NHK            | 1978年8月                | 峰竜太、水島涼太、下条アトム |
| ※アニメ                     | 赤い鳥のこころ 第3回『ふしぎな窓』           | テレビ朝日     | 1979年2月19日            | |
| 金曜ドラマ                  | 沿線地図                                     | TBS            | 1979年4月 - 7月          | 岸惠子、河原崎長一郎、真行寺君枝、広岡瞬、児玉清、河内桃子、笠智衆、野村昭子、風間杜夫 |
|                             | あめりか物語                                 | NHK            | 1979年10月16日 - 19日    | 北大路欣也、十朱幸代、八千草薫、若山富三郎、石田純一、宇津宮雅代、西田敏行、長門裕之、倍賞美津子、梶芽衣子、中村雅俊、池上季実子                                                                                 |
| 大河ドラマ                  | 獅子の時代                                   | NHK            | 1980年                   | 菅原文太、加藤剛、大原麗子、大竹しのぶ、根津甚八、鶴田浩二、中村富十郎、細川俊之、風間杜夫、千秋実、佐々木すみ江、役所広司、永島敏行、児玉清、尾上菊五郎、大滝秀治、佐野浅夫、加藤嘉、丹波哲郎、沢村貞子、笠智衆 |
| 月曜劇場                    | 午後の旅立ち                                 | テレビ朝日     | 1981年1月 - 4月          | 若尾文子、三浦友和、星野知子、佐藤友美、西田浩、星野真弓、津島恵子、白川由美、津川雅彦、藤田まこと |
| ※                           | お父さんの地下鉄                             | RKB            | 1981年8月9日             | 川谷拓三、加賀まりこ、佐野浅夫 |
| 金曜ドラマ                  | 想い出づくり。                               | TBS            | 1981年9月 - 12月         | 田中裕子、森昌子、古手川祐子、柴田恭兵、加藤健一、佐藤慶、佐々木すみ江、前田武彦、児玉清、田中美佐子、平田満、根津甚八                                                                                           |
| 土曜ドラマ                  | タクシー・サンバ                             | NHK            | 1981年10月               | 緒形拳、辰巳柳太郎、佐野浅夫、坂上二郎（ゲスト：愛川欽也、大原麗子、紺野美沙子、役所広司） |
| ※                           | 男たちの旅路 スペシャル                      | NHK            | 1982年2月13日            | 鶴田浩二、柴俊夫、清水健太郎 |
| ※                           | 終りに見た街                                 | テレビ朝日     | 1982年8月16日            | 細川俊之、なべおさみ、樹木希林、中村晃子、加藤健一、ハナ肇、野村昭子、蟹江敬三 |
| ※                           | 三日間                                       | TBS            | 1982年10月10日           | 若尾文子、山内明 |
| ※                           | ながらえば                                   | NHK            | 1982年11月3日            | 笠智衆、長山藍子、堀越節子、中野誠也、佐藤オリエ、宇野重吉 |
| ※                           | 季節が変わる日                               | 日本テレビ     | 1982年11月4日            | 八千草薫、岡田真澄、小池朝雄、早川勝也、ハナ肇 |
| 金曜劇場                    | 早春スケッチブック                           | フジテレビ     | 1983年1月 - 3月          | 岩下志麻、山﨑努、河原崎長一郎、鶴見辰吾、二階堂千寿、樋口可南子、荒井玉青 |
| ドラマ人間模様              | 夕暮れて                                     | NHK            | 1983年1月 - 2月          | 岸惠子、佐藤慶、米倉斉加年、佐藤浩市、真野あずさ、長岡輝子、笠智衆 |
| 金曜ドラマ                  | ふぞろいの林檎たち                           | TBS            | 1983年5月 - 7月          | 中井貴一、時任三郎、柳沢慎吾、手塚理美、石原真理子、中島唱子、国広富之、高橋ひとみ、佐々木すみ江、小林薫、根岸季衣、吉行和子、水上功治、中野誠也                                                                 |
| ※                           | 最後の航海                                   | STV            | 1983年12月14日           | 小林桂樹、八千草薫 |
| ※                           | 演歌                                         | RKB            | 1984年1月15日            | 伊藤蘭、根岸明美 |
| 土8                         | 日本の面影                                   | NHK            | 1984年3月                | ジョージ・チャキリス、檀ふみ、津川雅彦、小林薫、柴田恭兵、佐々木すみ江、佐野浅夫、加藤治子、杉田かおる、加藤嘉                                                                                                   |
| 金曜劇場                    | 真夜中の匂い                                 | フジテレビ     | 1984年5月 - 8月          | 紺野美沙子、林隆三、中村久美、岩崎良美、ジョニー大倉、津田和彦、中原ひとみ、赤座美代子、中村信二郎、田中邦衛 |
| ※                           | 教員室                                       | NHK            | 1984年9月24日            | 小林桂樹、林隆三、夏八木勲、佐野浅夫 |
| 日立テレビシティ            | 輝きたいの                                   | TBS            | 1984年5月                | 菅原文太、和田アキ子、三原順子、柳沢慎吾、河原崎長一郎、今井美樹、白川和子、戸川京子 |
| 金曜ドラマ                  | ふぞろいの林檎たちII                         | TBS            | 1985年3月 - 6月          | 中井貴一、時任三郎、柳沢慎吾、手塚理美、石原真理子、中島唱子、国広富之、高橋ひとみ、佐々木すみ江、小林薫、根岸季衣、吉行和子、水上功治、室田日出男、小林稔侍、岡本信人                                           |
| ※                           | 冬構え                                       | NHK            | 1985年3月30日            | 笠智衆、岸本加世子、金田賢一、小沢栄太郎、せんだみつお、藤原釜足、沢村貞子 |
| ※                           | ちょっと愛して…                              | 日本テレビ     | 1985年4月7日             | 樹木希林、川谷拓三、和田アキ子、河内桃子、篠田三郎、沢田雅美 |
| ※                           | 東京の秋                                     | TBS            | 1985年11月10日・17日     | 古手川祐子、 露口茂、岸惠子、 三田村邦彦、 沖田浩之、 佐藤慶、奈良岡朋子、加藤健一、岡本信人 |
| ドラマ人間模様              | シャツの店                                   | NHK            | 1986年1月 - 2月          | 鶴田浩二、平田満、佐藤浩市、美保純、松本留美、杉浦直樹、井川比佐志、八千草薫 |
| 金9                         | 大人になるまでガマンする                     | TBS            | 1986年4月 - 6月          | 泉ピン子、大谷直子、加藤健一、平田満、木内みどり、宮川一朗太 |
| 金曜ドラマ                  | 深夜にようこそ                               | TBS            | 1986年6月 - 7月          | 千葉真一、松本伊代、松田洋治、冨士真奈美、名取裕子 |
| 木曜劇場                    | 時にはいっしょに                             | フジテレビ     | 1986年10月 - 12月        | 伊東ゆかり、細川俊之、南野陽子、坂上忍、角田英介、洞口依子、石田えり、佐藤友美、山本學 |
| ※                           | 礼文島                                       | NHK            | 1986年12月21日           | 堺正章、井上順、根岸季衣、三木のり平、山口果林 |
| ドラマ人間模様              | 友だち                                       | NHK            | 1987年4月 - 5月          | 倍賞千恵子、河原崎長一郎、井川比佐志、菅井きん、うつみ宮土理、小松政夫、内海桂子、下條正巳 |
| ※                           | 今朝の秋                                     | NHK            | 1987年11月28日           | 笠智衆、杉浦直樹、倍賞美津子、杉村春子、樹木希林、加藤嘉 |
| ※                           | 1987年の大晦日 『マニゴン・バゴン・タオン』  | フジテレビ     | 1987年12月31日           | 加藤健一、三木のり平 |
| ※                           | なつかしい春が来た                           | フジテレビ     | 1988年1月3日             | 八千草薫、西田敏行、いしだあゆみ、桜田淳子、後藤久美子、布施博、渡辺えり子、本木雅弘、杉浦直樹、益田喜頓、長岡輝子、ハナ肇                                                                                       |
| ※                           | 夢を見たくて                                 | テレビ朝日     | 1988年4月9日             | 大竹しのぶ、柴田恭兵、早見優、二階堂千寿、平田満、名古屋章、谷村昌彦、佐藤慶 |
| ドラマ23                    | ジャンプ                                     | TBS            | 1988年9月 原作のみ       | 江守徹、遙くらら |
| シリーズ街                  | 表通りへぬける地図                           | テレビ朝日     | 1988年10月               | 麻生祐未、桜田淳子、中島唱子、佐藤友美、杉浦直樹、野々村真、松田洋治 |
| ※                           | あなたが大好き                               | TBS            | 1988年12月17日           | 真田広之、田中邦衛、かたせ梨乃、中川安奈、 春川ますみ、佐藤慶、中原ひとみ、阿藤海 |
| ※                           | 春までの祭                                   | フジテレビ     | 1989年4月6日             | 吉永小百合、笠智衆、藤竜也、坂詰貴之、野際陽子 |
| 土曜ドラマ                  | 夕陽をあびて                                 | NHK            | 1989年10月               | 八千草薫、大滝秀治、河原崎長一郎、田中健、あき竹城、中条静夫、春川ますみ、友里千賀子 |
| シリーズ街                  | 夢に見た日々                                 | テレビ朝日     | 1989年10月 - 12月        | 千葉真一、桃井かおり、佐野量子、中島唱子、坂上忍、なぎら健壱、三崎千恵子、すまけい |
| ※                           | 結婚まで                                     | NHK            | 1990年11月17日           | 杉浦直樹、白川由美、中村あずさ、橋爪淳、名古屋章 |
| 金曜ドラマ                  | ふぞろいの林檎たちIII                        | TBS            | 1991年1月 - 3月          | 中井貴一、時任三郎、柳沢慎吾、手塚理美、石原真理子、中島唱子、国広富之、高橋ひとみ、佐々木すみ江、根岸季衣、吉行和子、水上功治、柄本明、小林稔侍                                                                 |
| ※                           | それからの冬                                 | TBS            | 1991年12月1日            | 大原麗子、佐藤B作 |
| ※                           | ハワイアンウエディングソング                 | TBS            | 1992年3月27日            | 小林桂樹、名取裕子、大森博、円城寺あや、白石加代子、倍賞美津子、井川比佐志 |
| ※                           | チロルの挽歌                                 | NHK            | 1992年4月11日・18日      | 高倉健、大原麗子、杉浦直樹、河原崎長一郎、佐野浅夫、岡田英次、菅井きん、金子信雄 |
| ※                           | 悲しくてやりきれない                         | TBS            | 1992年11月9日            | 名取裕子、役所広司、柄本明、高畑淳子 |
| ※                           | ドキュメンタリードラマ 『父の鎮魂歌』        | TBS            | 1992年                   | 杉浦直樹、富司純子、志村東吾、有森也実、神保悟志、西田敏行 |
| ※                           | 秋の駅                                       | フジテレビ     | 1993年3月5日             | 田中好子、布施博、益岡徹、金山一彦、丹阿弥谷津子、千秋実 |
| 東芝日曜劇場                | 丘の上の向日葵                               | TBS            | 1993年4月 - 6月          | 小林薫、島田陽子、竹下景子、筒井道隆、葉月里緒菜、大地康雄、高畑淳子、野村宏伸 |
| 土曜ドラマ                  | 春の一族                                     | NHK            | 1993年4月 - 5月          | 緒形拳、十朱幸代、国生さゆり、浅野忠信、中島唱子、藤岡琢也、内海桂子、江戸家猫八 |
| ※                           | なんだか人が恋しくて                         | NHK            | 1994年3月19日            | 平田満、石野真子、佐藤友紀、毛利賢一 |
| ※                           | 刑事の恋                                     | テレビ朝日     | 1994年4月7日             | 中井貴一、富田靖子、柳沢慎吾、津川雅彦、斉藤晴彦、川谷拓三、渡辺えり子、櫻井淳子、平田満、小坂一也、白川由美 |
| 土曜ドラマ                  | 秋の一族                                     | NHK            | 1994年10月               | 緒形拳、岸惠子、原田知世、大鶴義丹、平田満、川原和久、藤岡琢也 |
| ※                           | せつない春                                   | テレビ東京     | 1995年4月12日            | 山崎努、竹下景子、柄本明、萬田久子、清水美砂、杉本哲太、益岡徹、久米明 |
| ※                           | 今夜もテレビで眠れない 第1話『写真の裏』     | TBS            | 1995年5月8日             | 名取裕子、役所広司、柄本明、加藤治子、杉浦直樹 |
| 土曜ドラマ                  | 夏の一族                                     | NHK            | 1995年9月                | 渡哲也、竹下景子、宮沢りえ、加藤治子、永島敏行、森本レオ、柳沢慎吾、柄本明、藤岡琢也 |
| ※                           | パパ帰る'96                                  | テレビ朝日     | 1996年1月4日             | 篠ひろ子、風間杜夫、鶴田真由、堂本光一、小林桂樹、石黒賢、野村宏伸、白川由美 |
| ※                           | 鳥帰る                                       | NHK            | 1996年5月4日             | 田中好子、杉浦直樹、村上淳、香川京子、平田満 |
| 水曜ドラマの花束            | 家へおいでよ                                 | NHK            | 1996年10月 - 11月        | 杉浦直樹、筒井道隆、鈴木砂羽、小橋めぐみ、岸田今日子 |
| 金曜ドラマ                  | ふぞろいの林檎たちIV                         | TBS            | 1997年                   | 中井貴一、時任三郎、柳沢慎吾、手塚理美、石原真理子、中島唱子、国広富之、高橋ひとみ、佐々木すみ江、根岸季衣、吉行和子、長瀬智也、中谷美紀、北見敏之                                                               |
| ※                           | 奈良へ行くまで                               | テレビ東京     | 1998年2月26日            | 奥田瑛二、安田成美、村上弘明、佐藤慶、石橋蓮司、山崎努 |
| 土曜ドラマ                  | 風になれ鳥になれ                             | NHK            | 1998年3月                | 渡哲也、高嶋政伸、富田靖子、坂上二郎、田中好子、山田吾一、小林恵、日下武史、倍賞美津子 |
| ※                           | 大丈夫です、友よ                             | フジテレビ     | 1998年11月13日           | 市原悦子、藤竜也、井川比佐志、深津絵里、柳葉敏郎、坊屋三郎 |
| ※                           | いちばん綺麗なとき                           | NHK            | 1999年1月23日            | 八千草薫、加藤治子、夏八木勲 |
| ※                           | 春の惑星                                     | TBS            | 1999年4月2日             | 緒形拳、いしだ壱成、ともさかりえ、中井貴一、倍賞美津子、手塚理美、洞口依子、泉ピン子、佐藤慶 |
| ※                           | 旅立つ人と                                   | フジテレビ     | 1999年10月29日           | 市原悦子、渡瀬恒彦、吉岡秀隆、井川比佐志、大路恵美、下條正巳 |
| ※                           | そして、友だち                               | テレビ朝日     | 2000年1月8日             | 深田恭子、窪塚洋介、野波麻帆、仁科亜季子、西田ひかる、大滝秀治、三浦友和 |
| ※                           | 小さな駅で降りる                             | テレビ東京     | 2000年4月12日            | 中村雅俊、堤真一、樋口可南子、牧瀬里穂、柄本明、山崎努、佐藤慶 |
| ※                           | 浅草・花岡写真館                             | BS-i           | 2000年12月3日            | 柄本明、名取裕子、杉浦直樹、加藤晴彦、野波麻帆、池上季実子、畠中洋、寺島しのぶ、渡辺謙 |
| ※                           | ちいさな橋を架ける                           | MBS            | 2001年1月7日             | 高嶋政伸、永作博美 |
| ※                           | 再会                                         | CBC            | 2001年9月8日             | 長塚京三、倍賞美津子、石田ゆり子、岡田義徳 |
| ※                           | この冬の恋                                   | フジテレビ     | 2002年2月1日             | 田中美佐子、渡辺えり子、要潤、小林稔侍、平岩紙 |
| ドラマDモード               | 君を見上げて                                 | NHK            | 2002年2月 - 3月 原作のみ | 森田剛、未希 |
| ※                           | 香港明星迷                                   | テレビ東京     | 2002年9月4日             | 薬師丸ひろ子、室井滋、山本未來、堺雅人、山崎努 |
| ※                           | 旅の途中で                                   | CBC            | 2002年10月26日           | 竹下景子、奥田瑛二、山本學 |
| ※                           | 迷路の歩き方                                 | NHK            | 2002年11月23日           | 中井貴一、原田美枝子、鈴木杏、渡辺徹、沢木哲 |
| 木10                        | 高原へいらっしゃい                           | TBS            | 2003年 原作のみ          | 佐藤浩市、西村雅彦、竹脇無我、余貴美子、菅原文太、井川遥、市川実日子、平山広行、堀内健、純名里沙、大山のぶ代 |
| ※                           | それからの日々                               | テレビ朝日     | 2004年1月31日            | 松本幸四郎、竹下景子、瀬戸朝香、武田真治、永島敏行、松村達雄 |
| ※                           | やがて来る日のために                         | フジテレビ     | 2005年5月6日             | 市原悦子、星野真里、井川比佐志、上野樹里、中原ひとみ、神山繁、吉田日出子、堺雅人、柄本明 |
| ※                           | いくつかの夜                                 | CBC            | 2005年10月15日           | 緒形拳、鶴田真由、内田朝陽 |
| ※                           | 終りに見た街                                 | テレビ朝日     | 2005年12月3日            | 中井貴一、柳沢慎吾、木村多江、成海璃子、窪塚俊介、小林桂樹、津川雅彦、柄本明、佐々木すみ江 |
| ※                           | まだそんなに老けてはいない                   | テレビ朝日     | 2007年1月27日            | 中村雅俊、原田美枝子、余貴美子、岸部一徳、MEGUMI、佐々木すみ江、大滝秀治、池内淳子 |
| ※                           | 星ひとつの夜                                 | フジテレビ     | 2007年5月25日            | 渡辺謙、玉木宏、国仲涼子、笹野高史、井川比佐志、赤座美代子、福田沙紀、いしだあゆみ |
| ※                           | 遠い国から来た男                             | TBS            | 2007年7月23日            | 仲代達矢、栗原小巻、杉浦直樹、高野志穂、小室等 |
| ※                           | 本当と嘘とテキーラ                           | テレビ東京     | 2008年5月28日            | 佐藤浩市、樋口可南子、夏未エレナ、柄本明、益岡徹、山崎努 |
| 木曜劇場                    | ありふれた奇跡                               | フジテレビ     | 2009年                   | 仲間由紀恵、加瀬亮、陣内孝則、井川比佐志、風間杜夫、戸田恵子、松重豊、岸部一徳、八千草薫 |
| ※                           | 遠まわりの雨                                 | 日本テレビ     | 2010年3月27日            | 渡辺謙、夏川結衣、岸谷五朗、田中美佐子、川島海荷、柳沢慎吾、AKIRA、YOU、井川比佐志 |
| ※                           | キルトの家                                   | NHK            | 2012年1月28日・2月4日    | 山﨑努、松坂慶子、杏、三浦貴大、佐々木すみ江、正司歌江、緑魔子、北村総一朗、上田耕一、織本順吉、新井浩文、根岸季衣、余貴美子                                                                                     |
| ※                           | 金曜プレステージ よその歌 わたしの唄         | フジテレビ     | 2013年7月19日            | 渡瀬恒彦、いしだあゆみ、瀬戸康史、キムラ緑子、中越典子、鳳蘭、柄本明 |
| ※                           | 時は立ちどまらない                           | テレビ朝日     | 2014年2月22日            | 中井貴一、柳葉敏郎 |
| ※                           | おやじの背中 第7話「よろしくな。息子」       | TBS            | 2014年8月24日            | 渡辺謙、東出昌大、余貴美子 |
| ※                           | ナイフの行方                                 | NHK            | 2014年12月22日、23日     | 松本幸四郎、今井翼、相武紗季、松坂慶子、津川雅彦 |
| ※                           | 五年目のひとり                               | テレビ朝日     | 2016年11月19日           | 渡辺謙 |

### 映画
- 明日はいっぱいの果実（1960年、松竹）、斎藤正夫との共同執筆
- 背くらべ（1962年、松竹）
- 歌え若人達（1963年、松竹）
- あこがれ(1966年、東宝)
- 愛と死（1971年、松竹）
- 藍より青く（1973年、松竹、原作のみ）
- この子を残して（1983年、松竹・ホリ企画）[注 6]
- キネマの天地（1986年、松竹）[注 7]
- 異人たちとの夏（1988年、松竹、原作のみ）
- 少年時代（1990年、東宝）
- 飛ぶ夢をしばらく見ない（1990年、松竹、原作のみ）

### 舞台
| タイトル                               | 主な出演者 |
| -------------------------------------- | --- |
| ラブ（1983年、地人会）                 | 八千草薫、南風洋子、滝田裕介、山田吾一、真行寺君枝、相原幸典                                                                                   |
| 早春スケッチブック（1984年、地人会）   | 八千草薫、高橋幸治、坂口芳貞、浜田治希 |
| 教員室（1985年、地人会）               | 北村和夫、山本亘、宮崎和命、坂口芳貞、松熊信義、前川哲男、鈴木慎平、中村たつ、仲恭司、高瀬哲朗、楠見尚己、森一朗、野田美香、門谷美佐、加藤純一 |
| ジャンプ（1986年、地人会）             | 風間杜夫、織本順吉、高橋長英、山本郁子、西山水木、福松進也                                                                                     |
| 砂の上のダンス（1989年、地人会）       | 名古屋章、河内桃子、東郷晴子、寺田路恵、鈴木慎平、山本亘                                                                                       |
| 川の向こうで人が呼ぶ（1991年、地人会） | 細川俊之、近石真介、山口果林、三林京子、平井美美、福松進也                                                                                     |
| サンフランシスコ案内（1992年、地人会） | 新橋耐子 |
| 日本の面影（1993年、地人会）           | 風間杜夫、三田和代、松下砂稚子、金井大、金井喜久夫、大森暁美、山本亘                                                                           |
| 夜中に起きているのは（1995年、地人会） | 八千草薫、北村和夫、風間杜夫、近石真介、河内桃子、加藤土代子、高橋克明                                                                         |
| あかるい郊外の店（1998年、地人会）     | 鳳蘭、風間杜夫、野村昭子、松熊信義、原康義、西山水木、相原一夫                                                                                 |
| 黄金色の夕暮（1998年、俳優座）         | 中野誠也、遠藤剛、田中壮太郎、川上夏代、川口敦子                                                                                               |
| 私のなかの見えない炎（2000年、地人会） | 佐藤慶、細川俊之、水原英子、有森也実 |
| 離れて遠く二万キロ（2000年、俳優座）   | 袋正、高山真樹、岩瀬晃、増沢望、柳川竜太、竹田彩子                                                                                             |
| 浅草・花岡写真館（2002年、地人会）     | 木場勝己、竹下景子、高橋和也、東幸枝、鈴木慎平                                                                                                 |
| 人が恋しい西の窓（2002年、文学座）     | 坂口芳貞、飯沼慧、三木敏彦、今村俊一、粟野史浩                                                                                                 |
| しまいこんでいた歌（2003年、俳優座）   | 浜田寅彦、可知靖之、中野誠也、田中壮太郎、松島正芳                                                                                             |
| 二人の長い影（2003年、劇団民芸）       | 南風洋子、水原英子、津田京子、若杉民、水谷貞雄、安田正利                                                                                       |
| 夜からの声（2004年、地人会）           | 風間杜夫、倉野章子、花王おさむ、西山水木、佐古真弓、長谷川博己                                                                                 |
| 流星に捧げる（2006年、地人会）         | 風間杜夫、根岸季衣、山本學、中村たつ、宮内理恵                                                                                                 |
| 林の中のナポリ（2007年、劇団民芸）     | 南風洋子、伊藤孝雄、樫山文枝、中地美佐子、有安多佳子                                                                                           |
| 沈黙亭のあかり（2010年、俳優座）       | 中野誠也、中村たつ、遠藤剛、加藤佳男、早野ゆかり、瑞木和加子、佐藤あかり、松島正芳、谷部央年                                                   |

### 著書

#### シナリオ・戯曲集
- 『男たちの旅路』（1977年、日本放送出版協会）
- 『テレビドラマ・シナリオ・シリーズ、幸福駅周辺・上野駅周辺』（1978年、ドラマ館）
- 『あめりか物語』（1979年、日本放送出版協会）
- 『獅子の時代』全5巻（1980年、教育史料出版会）
- 『想い出づくり』（1982年、大和書房）
- 『季節が変わる日』（1982年、大和書房）
- 『それぞれの秋』（1982年、大和書房）
- 『早春スケッチブック』（1983年、大和書房 → 新潮文庫）
- 『ふぞろいの林檎たち』（1983年、大和書房 → 新潮文庫）
- 『夕暮れて』（1983年、大和書房）
- 『ふぞろいの林檎たちII』（1985年、大和書房 → 新潮文庫）
- 『緑の夢を見ませんか?』（1983年、大和書房）
- 『輝きたいの』（1984年、大和書房）
- 『真夜中の匂い』（1984年、大和書房）
- 『日本の面影』（1984年、日本放送出版協会 → 岩波現代文庫）
- 『山田太一作品集』全19巻（1985 - 1989年、大和書房）
- 『ラヴ』（1986年、中央公論社）
- 『大人になるまでガマンする』（1986年、大和書房）
- 『シャツの店』（1986年、大和書房）
- 『砂の上のダンス』（1990年、新潮社）
- 『捨てた夢プレイバック 「ふぞろいの林檎たち」より』（1991年、飛鳥新社）
- 『ふぞろいの林檎たちIII』（1991年、マガジンハウス）
- 『今朝の秋』（1994年、新潮文庫）
- 『東芝日曜劇場名作集 東京の秋』（1994年、ラインブックス）
- 『ふぞろいの林檎たちIV』（1997年、マガジンハウス）
- 『二人の長い影・林の中のナポリ』（2008年、新日本出版社）
- 『読んでいない絵本』（2011年、小学館→ 小学館文庫）短編＋戯曲
- 『ナイフの行方』（2015年、角川書店）
- 『山田太一セレクション』（2016 - 2017年、里山社）
  - 早春スケッチブック
  - 想い出づくり
  - 男たちの旅路
- 『ふぞろいの林檎たちⅤ／男たちの旅路〈オートバイ〉』（2023年、国書刊行会）
- 『時は立ちどまらない　東日本大震災三部作』（2024年、大和書房）
- 『終りに見た街　男たちの旅路スペシャル〈戦場は遙かになりて〉　山田太一戦争シナリオ集』（2024年、国書刊行会）

#### 小説
- 『藍より青く』（1972 - 1973年、中央公論社→読売新聞社）
- 『沿線地図』（1979年、作品社→角川文庫）
- 『岸辺のアルバム』（1980年 、東京新聞出版局→ 角川文庫→光文社文庫→小学館）
- 『終りに見た街』（1981年、中央公論社→中公文庫）
  - 『終りに見た街』（2013年、小学館文庫）
- 『飛ぶ夢をしばらく見ない』（1985年、新潮社→新潮文庫）
  - 『飛ぶ夢をしばらく見ない』（2013年、小学館文庫）
- 『異人たちとの夏』（1987年、新潮社→新潮文庫）
- 『遠くの声を捜して』（1989年、新潮社→新潮文庫）
- 『丘の上の向日葵』（1989年、朝日新聞社→新潮文庫）
- 『君を見上げて』（1990年、新潮社→新潮文庫）
- 『冬の蜃気楼』（1992年、新潮社→新潮文庫）
  - 『冬の蜃気楼』（2013年、小学館文庫）
- 『見えない暗闇』（1995年、朝日新聞社→朝日文庫）
- 『恋の姿勢で』（1995年、新潮社→新潮文庫）
- 『見なれた町に風が吹く』（1997年、中央公論社→中公文庫）
- 『彌太郎さんの話』（2002年、新潮社→新潮文庫）
- 『リリアン』（2006年、小学館）挿絵：黒井健
- 『空也上人がいた』（2011年、朝日新聞出版→朝日文庫）

#### エッセイ
- 『街への挨拶』（1974年、産業能率短期大学）
  - 『街への挨拶』（1983年、中公文庫）
- 『昼下りの悪魔』（1978年、冬樹社）
- 『路上のボールペン』（1984年、冬樹社） 
  - 『路上のボールペン』（1987年、新潮文庫）
- 『いつもの雑踏 いつもの場所で』（1985年、冬樹社）
  - 『いつもの雑踏 いつもの場所で』（1988年、新潮文庫）
- 『街で話した言葉』（1986年、ちくま文庫）
- 映像を見る目（光村図書 小学校国語「国語五上」）- 書き下ろし
- 『ふぞろいの林檎たちへ』（1987年、岩波ブックレット）
- 『親ができるのは「ほんの少しばかり」のこと』（1995年、PHP研究所 → 新潮文庫 → PHP新書）
- 『逃げていく街』（1998年、マガジンハウス → 新潮文庫）
- 『誰かへの手紙のように』（2002年、マガジンハウス）
- 『月日の残像』（2013年、新潮社 → 新潮文庫）
- 『夕暮れの時間に』（2015年、河出書房新社→ 河出文庫）
- 山田太一エッセイ・コレクション（2015年、河出文庫）
  - S先生の言葉
  - その時あの時の今
  - 昭和を生きて来た

#### 編著・対談
- 『十二の世界を聞く』（1987年、潮出版社）
- 『これからの生き方、死に方』（1994年、講談社）
- 『生きるかなしみ』（1991年、筑摩書房 こころの本→ ちくま文庫）- 編著
- 『現代日本文化論10 夢と遊び』（1997年、岩波書店）共編：河合隼雄
- 『幸福になれない理由』（1998年、PHP研究所）対談：小浜逸郎
- 『何が終わり、何が始まっているのか』（1998年、PHPソフトウェア・グループ）対談：福田和也
- 『浅草 土地の記憶』（2000年、岩波現代文庫）- 編著
- 『山田太一、小此木啓吾、「家族」を語る。』（2000年、PHP研究所） 対談
- 『家族はどこへいくのか』（2000年、岩波書店） 対談：河合隼雄、谷川俊太郎
- 『寺山修司からの手紙』（2015年、岩波書店） 編・回想
- 『光と影を映す だからドラマはおもしろい』（2016年、PHP研究所）インタビュー編著

#### 主な作詞
- 二人の世界（1971年、TBSテレビ系列火曜ドラマ『二人の世界』主題歌 / 作曲：木下忠司、歌唱：あおい輝彦。）
- 耳をすましてごらん（1972年、NHK連続テレビ小説『藍より青く』主題歌 / 作曲：湯浅譲二、歌唱：本田路津子。のち1990年に南野陽子がカバー・シングルで発売）

#### ムック
- 『文藝別冊 総特集：山田太一 テレビから聴こえたアフォリズム』（2013年5月、KAWADE夢ムック：河出書房新社）
- 『ユリイカ 詩と批評　特集：山田太一』（2024年4月号、青土社）

## 受賞歴

### 個人賞
1974年
- 第24回芸術選奨新人賞 放送部門（『それぞれの秋』）

1980年
- 第32回NHK放送文化賞（斬新な感覚と視点をもって優れた作品を数多く執筆し、ドラマ番組の充実に寄与）
- 第25回エランドール賞 特別賞

1983年
- 第33回芸術選奨 文部科学大臣賞（『ながらえば』､『男たちの旅路』）
- 第2回向田邦子賞（『日本の面影』）[37]

1984年
- 第17回テレビ大賞 優秀個人

1985年
- 第33回菊池寛賞（家庭や職場等のごく平凡な日常を、抜群のドラマに仕上げて、人間愛を訴えつづけている）

1988年
- 第1回山本周五郎賞（『異人たちとの夏』）
- 第8回日本文芸大賞（『異人たちとの夏』）

1989年
- 第8回都民文化栄誉章

1991年
- 第45回毎日映画コンクール 脚本賞（『少年時代』）
- 第14回日本アカデミー賞 最優秀脚本賞（『少年時代』）[38]

1992年
- 第34回毎日芸術賞

1996年
- 第11回ザテレビジョンドラマアカデミー賞 脚本賞（『家へおいでよ』）[39]

1997年
- 第13回ザテレビジョンドラマアカデミー賞 脚本賞（『ふぞろいの林檎たちIV』）[40]

2008年
- 第11回菊島隆三賞（『本当と嘘とテキーラ』）

2009年
- 第60回ザテレビジョンドラマアカデミー賞 脚本賞（『ありふれた奇跡』）[41]
- 第16回橋田賞 特別賞[42]

2013年
- 第50回ギャラクシー賞 55周年記念賞

2014年
- 第13回小林秀雄賞（『月日の残像』）

2015年
- 朝日賞[43]

### 作品賞
- 木下恵介劇場 記念樹（1966年）第9回児童福祉文化賞。優秀映画鑑賞会推薦。PTA全国協議会推薦
- 木下恵介アワー 女と刀（1967年）ギャラクシー賞第1回期間選奨。優秀映画鑑賞会推薦。日本視聴者会議推薦
- ポーラテレビ小説 パンとあこがれ（1969年）第2回テレビ大賞優秀番組賞
- 木下恵介・人間の歌シリーズ 俄＝浪華遊侠伝（1970年）ギャラクシー賞第14回期間選奨
- 木下恵介・人間の歌シリーズ それぞれの秋（1973年）第6回テレビ大賞本賞。第11回ギャラクシー賞（1973年度）ほか
- 河を渡ったあの夏の日々（1973年）第28回芸術祭優秀賞。ギャラクシー賞第27回期間選奨
- 真夜中のあいさつ（1974年）第29回芸術祭大賞。ギャラクシー賞第30回期間選奨
- 銀河テレビ小説 ドラマでつづる昭和シリーズ(6)江分利満氏の優雅な生活（1975年）ギャラクシー賞第32回期間選奨（シリーズとして）
- 金曜ドラマ 岸辺のアルバム（1977年）第10回テレビ大賞。第15回ギャラクシー賞（1977年度）。ギャラクシー賞30周年記念賞
- 土曜ドラマ 山田太一シリーズ 男たちの旅路 第3部「シルバー・シート」（1977年）第32回芸術祭ドラマ部門大賞
- 金曜ドラマ 沿線地図（1979年）ギャラクシー賞月間賞
- ドラマ あめりか物語（1979年）第12回テレビ大賞優秀番組賞。第34回芸術祭優秀賞（第三話）。ギャラクシー賞月間賞
- 大河ドラマ 獅子の時代（1980年）第13回テレビ大賞優秀番組賞
- 金曜ドラマ 想い出づくり。（1981年）第14回テレビ大賞優秀番組賞
- 土曜ドラマ 山田太一シリーズ タクシー・サンバ（1981年）プラハ国際テレビ祭テレビドラマ部門カメラワーク賞
- ドラマスペシャル 男たちの旅路 スペシャル 「戦場は遙かになりて」（1982年）第9回放送文化基金賞番組賞
- ゴールデンワイド劇場 終りに見た街（1982年）第15回テレビ大賞優秀番組賞
- ながらえば（1982年）第37回芸術祭優秀賞。第10回放送文化基金賞本賞。第23回モンテカルロ国際テレビ祭最優秀演出賞。第15回テレビ大賞優秀番組賞。
- ドラマ人間模様 夕暮れて（1983年）テレビ大賞優秀番組賞。ギャラクシー賞月間賞
- 金曜ドラマ ふぞろいの林檎たち（1983年）第16回テレビ大賞優秀番組賞。ギャラクシー賞月間賞
- ドラマスペシャル 日本の面影（1984年）第17回テレビ大賞優秀番組賞。第21回ギャラクシー賞大賞（1984年度）
- NHK特集 ドラマ 教員室（1984年）ギャラクシー賞月間賞
- ドラマスペシャル 冬構え（1985年）第22回プラハ国際テレビ祭最優秀演出賞
- ドラマ人間模様 シャツの店（1986年）ギャラクシー賞奨励賞（月間賞）
- 大人になるまでガマンする（1986年）ギャラクシー賞奨励賞（月間賞）
- ドラマ人間模様 友だち（1987年）ギャラクシー賞奨励賞（月間賞）
- ドラマスペシャル 今朝の秋（1987年）プラハ国際テレビ祭大賞。第14回放送文化基金賞本賞。毎日芸術賞（深町幸男）。ギャラクシー賞奨励賞（月間賞）
- シリーズ街 原宿「表通りへぬける地図」（1988年）第36回日本民間放送連盟賞最優秀賞
- 山田太一スペシャル ハワイアン・ウエディングソング マウイの想い出（1992年）ギャラクシー賞奨励賞（月間賞）
- 土曜ドラマ チロルの挽歌（1992年）ギャラクシー賞奨励賞（月間賞）
- 月曜ドラマスペシャル 悲しくてやりきれない（1992年）第29回ギャラクシー賞選奨（1992年度）
- 金曜ドラマシアター 秋の駅（1993年）第19回放送文化基金賞優秀賞。ギャラクシー賞奨励賞（月間賞）
- 土曜ドラマ 春の一族（1993年）NHK放送総局長賞。ギャラクシー賞奨励賞（月間賞）
- ドラマ なんだか人が恋しくて（1994年）ギャラクシー賞奨励賞（月間賞）
- 開局35周年特別企画 山田太一ドラマスペシャル 刑事の恋（1994年）第42回日本民間放送連盟賞優秀賞。ギャラクシー賞奨励賞（月間賞）
- 土曜ドラマ 秋の一族（1994年）NHK会長賞
- 山田太一ドラマスペシャル せつない春（1995年）第43回日本民間放送連盟賞ドラマ部門最優秀賞。ギャラクシー賞奨励賞（月間賞）
- 特集ドラマ 鳥帰る（1996年）ギャラクシー賞奨励賞（月間賞）
- 金曜ドラマ ふぞろいの林檎たちIV（1997年）ギャラクシー賞奨励賞（月間賞）
- 山田太一ドラマスペシャル 奈良へ行くまで（1998年）第46回日本民間放送連盟賞最優秀賞。ギャラクシー賞奨励賞（月間賞）
- 金曜エンタテイメント 大丈夫です、友よ 文化庁芸術祭参加作品 （1998年）第53回芸術祭優秀賞
- 金曜エンタテイメント ドラマスペシャル 旅立つ人と（1999年）ギャラクシー賞奨励賞（月間賞）
- テレビ東京開局記念番組 山田太一ドラマスペシャル 小さな駅で降りる（2000年）第48回日本民間放送連盟賞優秀賞
- 毎日放送開局50周年記念 日韓新時代ドラマ ちいさな橋を架ける（2001年）アジア・テレビジョン・アワード。第49回日本民間放送連盟賞優秀賞
- 山田太一スペシャル 再会（2001年）第56回芸術祭優秀賞。第50回日本民間放送連盟賞優秀賞
- 山田太一スペシャル2002 旅の途中で 平成14年度芸術祭参加作品（2002年）第51回日本民間放送連盟賞優秀賞
- テレビ朝日開局45年記念特別番組 それからの日々（2004年）第30回放送文化基金賞番組賞。第52回日本民間放送連盟賞優秀賞
- 山田太一スペシャル2005 いくつかの夜 平成17年度文化庁芸術祭参加（2005年）ギャラクシー賞奨励賞（月間賞）
- 山田太一ドラマスペシャル 終戦60年特別企画 終りに見た街（2005年）ギャラクシー賞奨励賞（月間賞）
- 山田太一ドラマスペシャルV 本当と嘘とテキーラ（2008年）第56回日本民間放送連盟賞最優秀賞。第63回芸術祭優秀賞。ギャラクシー賞奨励賞（月間賞）
- フジテレビ開局50周年記念ドラマ ありふれた奇跡（2009年）東京ドラマアウォード2009作品賞優秀賞[44]。第46回ギャラクシー賞選奨（2008年度）
- 山田太一ドラマスペシャル 遠まわりの雨（2010年）東京ドラマアウォード2010作品賞優秀賞[45]
- 土曜ドラマスペシャル キルトの家（2012年）ギャラクシー賞奨励賞（月間賞）

## 出演

### テレビ
- すばらしき仲間（中部日本放送制作・TBS、木下惠介と深沢七郎とともに共演）
- ETV8ドキュメント 洋次・ひさし・太一の合作シナリオづくり（NHK教育テレビ、1986年6月27日）
- 青春プレーバック助監督から脚本家へのシナリオ 山田太一（NHK教育テレビ、1987年1月18日）
- 山田太一の世界（BS2、1992年1月26日 - 2月1日、司会：八千草薫）
- 未来潮流山田太一の現代日本・家族の肖像（NHK教育テレビ、1998年7月11日）
- ホリデーインタビュー私の家族論 山田太一（NHK、2001年4月30日）
- 芸術劇場情報コーナー（NHK教育テレビ、2003年2月2日）
- 彼らは、ドラマを創る 山田太一×岡田惠和（TBS、2003年、全3回）
- ドラマの巨人 脚本家 山田太一の世界（TBS、2003年6月22日）
- NHKアーカイブス山田太一の世界「いちばん綺麗なとき」（NHK、2008年11月1日）
- NHKアーカイブス山田太一の世界「冬構え」（NHK）
- 週刊ブックレビュー特集：山田太一「空也上人がいた」（NHK BSプレミアム、2011年4月23日）
- みんな子どもだった（BS-TBS、2012年5月6日・13日・20日・27日 / 全4回）
- 100年インタビュー 山田太一（NHK BSプレミアム、2013年2月11日）

### ラジオ
- ラジオ版学問ノススメ「空也上人がいた」（2011年5月8日、JFN）
- ラジオ深夜便 天野祐吉の隠居大学「世の中にひとりで抵抗する楽しみ」（2011年7月25日、NHKラジオ第1放送）